# Râul Fântânele, Mostil
Râul Fântânele este un curs de apă, afluent al râului Mostil. 

## Hărți
- Harta județului Maramureș
- Munții Suhard  Arhivat în 16 decembrie 2009, la Wayback Machine.
- Munții Maramureșului